# Siêu thị Hồng Kông
Siêu thị Hồng Kông (tiếng Anh: Hong Kong Supermarket; giản thể: 香港超级市场; phồn thể: 香港超級市場; bính âm: Hēunggóng Chāojíshìchǎng) là chuỗi siêu thị người Mỹ gốc Á được thành lập ở vùng Thung lũng San Gabriel, Nam California. Nó hoạt động chủ yếu ở các cộng đồng người Hoa sinh sống tại khu ngoại ô mới hơn, đặc biệt là ở các khu vực Los Angeles, Philadelphia và Thành phố New York. Siêu thị Hồng Kông chuyên chủ yếu về hàng tạp hóa châu Á nhập khẩu. Nhiều mặt hàng đến từ Trung Quốc đại lục, Hồng Kông, Ma Cao, Nhật Bản, Hàn Quốc, Thái Lan, Đài Loan, Việt Nam, Indonesia và Philippines.
Siêu thị này chuyên phục vụ cho một đối tượng khách hàng cụ thể. Cửa hàng đầu tiên ở Monterey Park, California, là điểm đến phổ biến của người Trung Quốc đại lục di cư và Siêu thị Hồng Kông ở Thành phố New York tập trung vào khách hàng nhập cư Trung Quốc đại lục (cộng đồng lớn người đại lục ở Brooklyn).
Siêu thị Hồng Kông được Hồ Triệu Minh (Jeffrey Wu; 胡兆明) thành lập vào năm 1981 với cửa hàng hàng đầu trước đây nằm ở Monterey Park, California, nơi đây vẫn là một trong những siêu thị châu Á nổi tiếng và có trụ sở chính tại Thành phố New York. Nó hiện thuộc sở hữu của Hồ Triệu Minh và vợ ông, cựu nữ diễn viên Hồng Kông Diệp Ngọc Khanh (Veronica Yip; 叶玉卿).  Ở Nam California, các đối thủ cạnh tranh chính của nó là 99 Ranch Market và Siêu thị Thuận Phát. Tại khu vực Thành phố New York, nó cạnh tranh với Kam Man Food, Siêu thị Good Fortune, New York Mart và Siêu thị Great Wall.  Ở Boston, nó cạnh tranh với Kam Man, H Mart và C-Mart.
Năm 2009, Hồng Kông bỏ tiền ra mua lại Super 88, một chuỗi siêu thị châu Á đã đóng cửa ba trong số sáu cửa hàng vào năm 2008 do doanh thu kém.  Super 88 cũng phải đối mặt với sự cạnh tranh ngày càng tăng và khoản bồi thường 200.000 USD sau khi vi phạm luật tiền lương và giờ làm của tiểu bang.
Chuỗi này đã bán phần lớn cửa hàng của mình cho chuỗi Siêu thị Good Fortune.

## Địa điểm
- Georgia

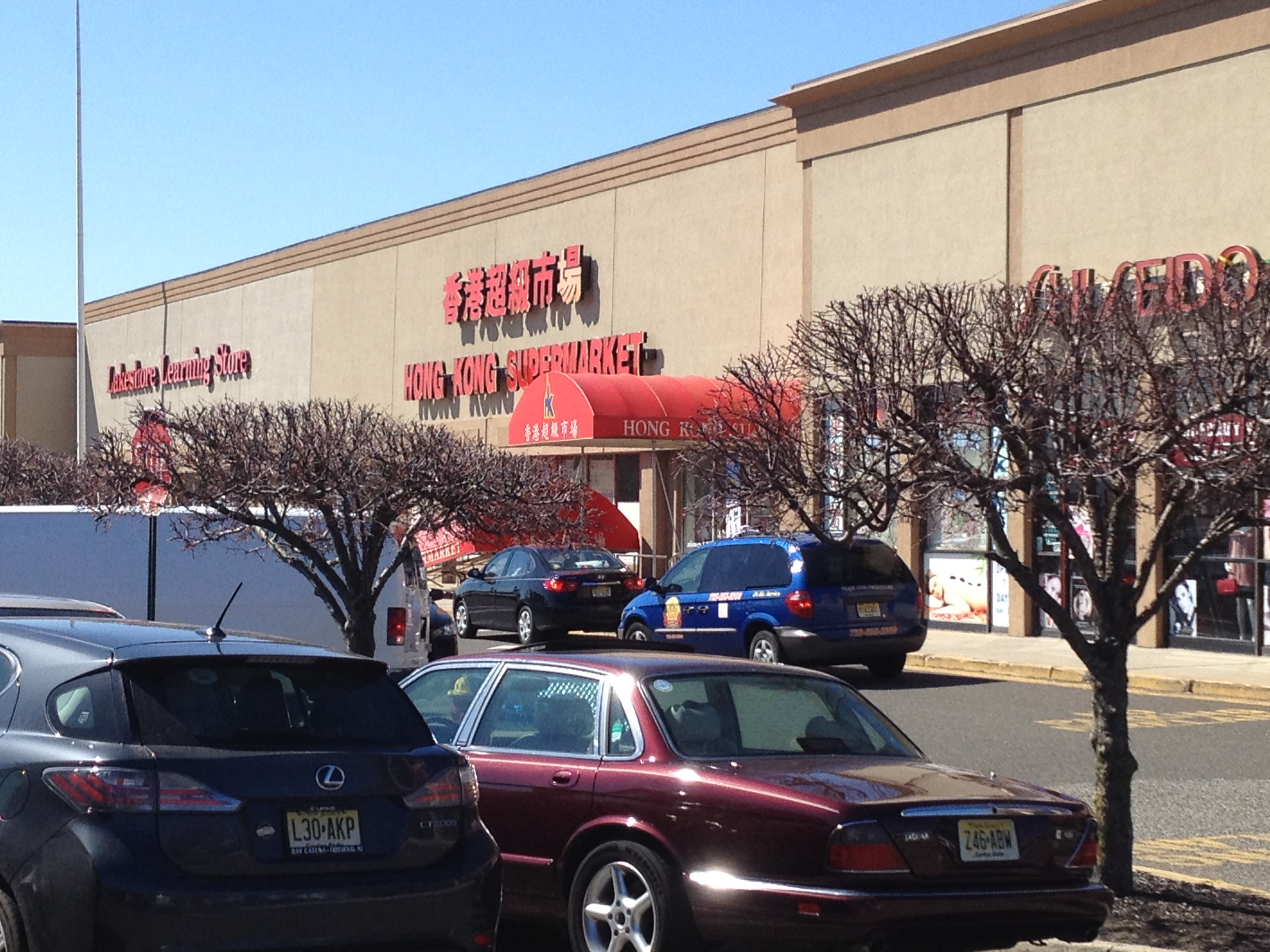
Siêu thị Hồng Kông ở East Brunswick, NJ (gần vùng ngoại ô Edison của New York và South River, NJ)

  - Norcross - 5495 Đại lộ Jimmy Carter
- Massachusetts
  - Boston - 1095 Đại lộ Commonwealth
  - Malden - 188 Phố Thương mại
- New York
  - Chinatown, Manhattan - 157 Phố Hester

### Địa điểm ngừng hoạt động
- California
  - Monterey Park - Đại lộ 127 N Garfield(nay là Siêu thị Good Fortune)
  - Rowland Heights (nay là Khu ẩm thực HK2)
  - San Gabriel (nay là Siêu thị Good Fortune)
  - West Covina (nay là Khu ẩm thực HK2)
  - West Covina (nay là Siêu thị Thuận Phát)
  - Monrovia (nay là Siêu thị Good Fortune)
- Massachusetts
  - Allston, Massachusetts
  - Dorchester, Massachusetts
- New Jersey
  - South Plainfield (đóng cửa vào năm 2002)
  - East Brunswick
- New York
  - Chinatown, Manhattan (East Broadway Location)(bị hỏa hoạn thiêu rụi vào ngày 14 tháng 5 năm 2009) (nay là Siêu thị Chinatown ở Manhattan và Khách sạn Fairfield Inn ở trên) [3][4][5][6]
  - Sunset Park (nay là iFresh Market)[7]
  - Elmhurst (nay là Siêu thị Mỹ)
  - Flushing (nay là Siêu thị SuperHK, một phần của Siêu thị Good Fortune)
- Pennsylvania
  - Philadelphia (nay là Đại siêu thị Hồng Kông)
- Louisiana
  - Gretna (nay là Chợ Thực phẩm Hồng Kông)